# Setosophroniella australica
Setosophroniella australica är en skalbaggsart som beskrevs av Stefan von Breuning 1963. Setosophroniella australica ingår i släktet Setosophroniella och familjen långhorningar. Inga underarter finns listade i Catalogue of Life.